# Kotevooru, Chikmagalur
Kotevooru là một làng thuộc tehsil Chikmagalur, huyện Chikmagalur, bang Karnataka, Ấn Độ.